# Coup d'État de Malet

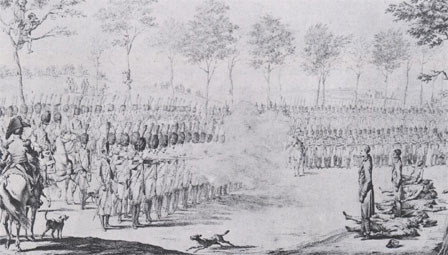
De Malet avrättas.

Coup d'État de Malet var en misslyckad militärkupp mot Napoleon I som ägde rum i Paris 23 oktober 1812, medan kejsaren var frånvarande under Napoleons ryska fälttåg. Kuppförsöket utfördes av en grupp myterister under ledning av general Claude-François Malet, sedan han suttit i fängelse enbart på grund av sin opposition mot monarken. Efter att en kort tid ha fått kontroll över huvudstaden, slogs kuppförsöket ned och resulterade i avrättningen av dess deltagare. 